# إغوانا (أغنية)
إغوانا (بالإسبانية: Iguana)‏ هي أغنية للفنانة الرومانية إينا. تم إصدارها في المتاجر الإلكترونية في 30 نوفمبر 2018، باعتبارها الأغنية الثانية لألبومها السادس القادم، من إنتاح وتوزيع Global Records و روك نايشن، والكتابة والتأليف كان من كلا مأدية الأغنية و كريستينا ماريا، وهي باللغة الإسبانية.
```
عند إطلاق الأغنية لاقت استحسان مستمعيها في كافة أنحاء العالم. تم عرض 
فيديو كليب
 مصاحب للأغنية لأول مرة على قناة إينا على 
يوتيوب
، وقد تم تنظيم عروض موسيقية حية في 
رومانيا
 
والمكسيك
 كنوع من الترويج للألبوم، حيث وصلت أغنية «إغوانا» إلى المركز الرابع على لائحة Airplay100 الرومانية.
```